# Federico Israel
Federico « Padim » Israel Jr., né le 2 septembre 1956, est un joueur philippin de basket-ball. Il évolue aux postes d'ailier fort et de pivot. 